# Kieran McKenna
Kieran McKenna (* 14. května 1986 Londýn) je severoirský fotbalový trenér, který od prosince 2021 vede anglický klub Ipswich Town FC, a bývalý fotbalista, který hrával na pozici středního záložníka.

## Hráčská kariéra
Kieran McKenna se narodil v Londýně, ale vyrůstal v Severním Irsku, konkrétně v hrabství Fermanagh. Svou fotbalovou kariéru začal jako mládežnický hráč v severoirských klubech Enniskillen Town United a Ballinamallard United. V roce 2002 podepsal stipendijní smlouvu a přestoupil do akademie Tottenhamu Hotspur.
McKenna reprezentoval Severní Irsko na úrovni do 19 a do 21 let. V roce 2005 ho trenér Mal Donaghy jmenoval kapitánem výběru do 19 let pro Mistrovství Evropy hráčů do 19 let UEFA. Jeho hráčskou kariéru však přerušilo přetrvávající zranění kyčle, kvůli kterému se mu nikdy nepodařilo debutovat za seniorský tým Tottenhamu. V roce 2009, ve věku 22 let, se kvůli tomuto zranění rozhodl ukončit hráčskou karié

## Trenérská kariéra
Po studiu sportovních věd na Loughborough University působil v několika anglických prvoligových klubech jako trenér mládeže, od roku 2013 působil v akademii Tottenhamu Hotspur a následně trénoval i v mládeži Manchesteru United. V roce 2018 se stal asistentem trenéra Josého Mourinha u A-týmu Rudých ďáblů. Následně působil ve stejné pozici u následujících hlavních trenérů, a tedy Oleho Gunnara Solskjæra a Ralfa Rangnicka.
V prosinci roku 2021 byl McKenna jmenován hlavním trenérem anglického třetiligového klubu Ipswich Town FC. I přes zlepšení formy se Ipswichi nepodařilo postoupit do play-off o postup do Championship a nakonec skončil v sezóně 2021/2022 na 11. místě.
V následující sezóně dovedl McKenna Ipswich Town ke konečné druhé příčce a k postupu do druhé nejvyšší anglické soutěže.
McKenna byl vyhlášen nejlepším trenérem sezóny EFL Championship za sezónu 2023/24. Ipswich skončil v EFL Championship druhý a vybojoval historický postup do Premier League. McKennův Ipswich během dvou sezón nasbíral 194 bodů a vstřelil 193 gólů a stal se prvním klubem od Southamptonu v roce 2012, který si zajistil postup z League One do Premier League během dvou let.
Přestože se o něj v létě 2024 zajímaly kluby z Premier League Chelsea a Brighton & Hove Albion, podepsal McKenna s Ipswichem novou čtyřletou smlouvu do roku 2028.